# Gabi Portilho
Gabrielle Jordão Porthilo (Brasilia, 18 de julio de 1995) es una futbolista brasileña. Juega como centrocampista en el Gotham FC de la National Women's Soccer League de Estados Unidos. Es internacional con la selección de Brasil.

## Trayectoria
Portilho inició su carrera en Fut Art (DF). Posteriormente jugó en el Fluminense, Olimpia, Jaraguá y Joinville. En 2011, marcó 6 goles en 8 partidos para el Muller en el Campeonato de Fútbol Femenino de Santa Catarina 2011. Al año siguiente quedaría subcampeona del mismo torneo con 22 goles en 10 partidos, esta vez jugando para el Olimpia.
En 2013, fue contratada por Kindermann, con quien fue subcampeona de Brasil en 2014.
Volvió a lograr el subcampeonato de Brasil en 2015, vistiendo la 10 del São José EC. Ese año, marcó 4 goles en un mismo partido, en la segunda ronda de la competición, cuando su equipo venció al Mixto por 10 a 0.
Fuera de su país, Gabi jugó siete meses en el Madrid CFF español, pero regresó a Brasil tras sufrir una lesión en la rodilla.
En septiembre de 2019, se unió al 3B da Amazônia, donde jugó en el mediocampo, y se destacó con la casaca número 10 en el equipo que fue campeón amazónico en 2019. Marcó 10 goles en 8 partidos con las "Bestias del Amazonas".
En enero de 2020, el Corinthians anunció su fichaje como refuerzo, destacando su velocidad y habilidad.

## Selección nacional
La futbolista defendió a las selecciones sub-17 y sub-20 de su país en los mundiales de estas categorías. Su primera convocatoria fue en julio de 2012 para el Mundial sub-17 de Azerbaiyán. En 2014 también fue convocada con la selección sub-20.
En abril de 2017, fue convocada para un amistoso contra Bolivia, en el que sería su debut con la selección absoluta, pero fue dada de baja por una lesión de rodilla que sufrió mientras jugaba en el Madrid CFF.
El 3 de abril de 2024 marcó el gol que clasificó a Brasil para las semifinales de los Juegos Olímpicos contra Francia en lo que fue la primera victoria de las brasileñas contra el equipo galo.

## Clubes
| Club           | País           | Año             |
| -------------- | -------------- | --------------- |
| Kindermann     | Brasil         | 2013 - 2014     |
| São José EC    | Brasil         | 2015 - 2016     |
| Madrid C.F.F.  | España         | 2016 - 2017     |
| São José EC    | Brasil         | 2018            |
| Audax          | Brasil         | 2019            |
| 3B da Amazonia | Brasil         | 2019            |
| Corinthians    | Brasil         | 2020 - 2024     |
| Gotham FC      | Estados Unidos | 2025 - presente |

## Palmarés

### Títulos nacionales
| Título                 | Club           | País   | Año  |
| ---------------------- | -------------- | ------ | ---- |
| Campeonato Catarinense | Kindermann     | Brasil | 2013 |
| Campeonato Catarinense | Kindermann     | Brasil | 2014 |
| Campeonato Amazonense  | 3B da Amazonia | Brasil | 2019 |
| Brasileirão Femenino   | Corinthians    | Brasil | 2020 |
| Campeonato Paulista    | Corinthians    | Brasil | 2020 |
| Brasileirão Femenino   | Corinthians    | Brasil | 2021 |
| Campeonato Paulista    | Corinthians    | Brasil | 2021 |
| Brasileirão Femenino   | Corinthians    | Brasil | 2022 |
| Supercopa de Brasil    | Corinthians    | Brasil | 2022 |
| Copa Paulista          | Corinthians    | Brasil | 2022 |
| Brasileirão Femenino   | Corinthians    | Brasil | 2023 |
| Campeonato Paulista    | Corinthians    | Brasil | 2023 |
| Supercopa de Brasil    | Corinthians    | Brasil | 2023 |
| Supercopa de Brasil    | Corinthians    | Brasil | 2024 |

### Títulos internacionales
| Título                     | Equipo      | Sede     | Año  |
| -------------------------- | ----------- | -------- | ---- |
| Copa Libertadores          | Corinthians | Uruguay  | 2021 |
| Copa América               | Brasil      | Colombia | 2022 |
| Copa Libertadores          | Corinthians | Colombia | 2023 |
| Juegos Olímpicos de Verano | Brasil      | París    | 2024 |
| Copa América               | Brasil      | Ecuador  | 2025 |